# Parotis atlitalis
Parotis atlitalis is een vlinder uit de familie van de grasmotten (Crambidae), uit de onderfamilie van de Spilomelinae. De wetenschappelijke naam van deze soort is voor het eerst voorgesteld als Margaronia atlitalis door Francis Walker in een publicatie uit 1859. De spanwijdte van deze groene vlinder is ongeveer 3 centimeter.

## Verspreiding
De soort komt voor in Maleisië (Sarawak), de Filipijnen, Papoea-Nieuw-Guinea en Australië.

## Waardplanten
De rups leeft op Glochidion ferdinandi (Phyllanthaceae).